# Massa de lioneses

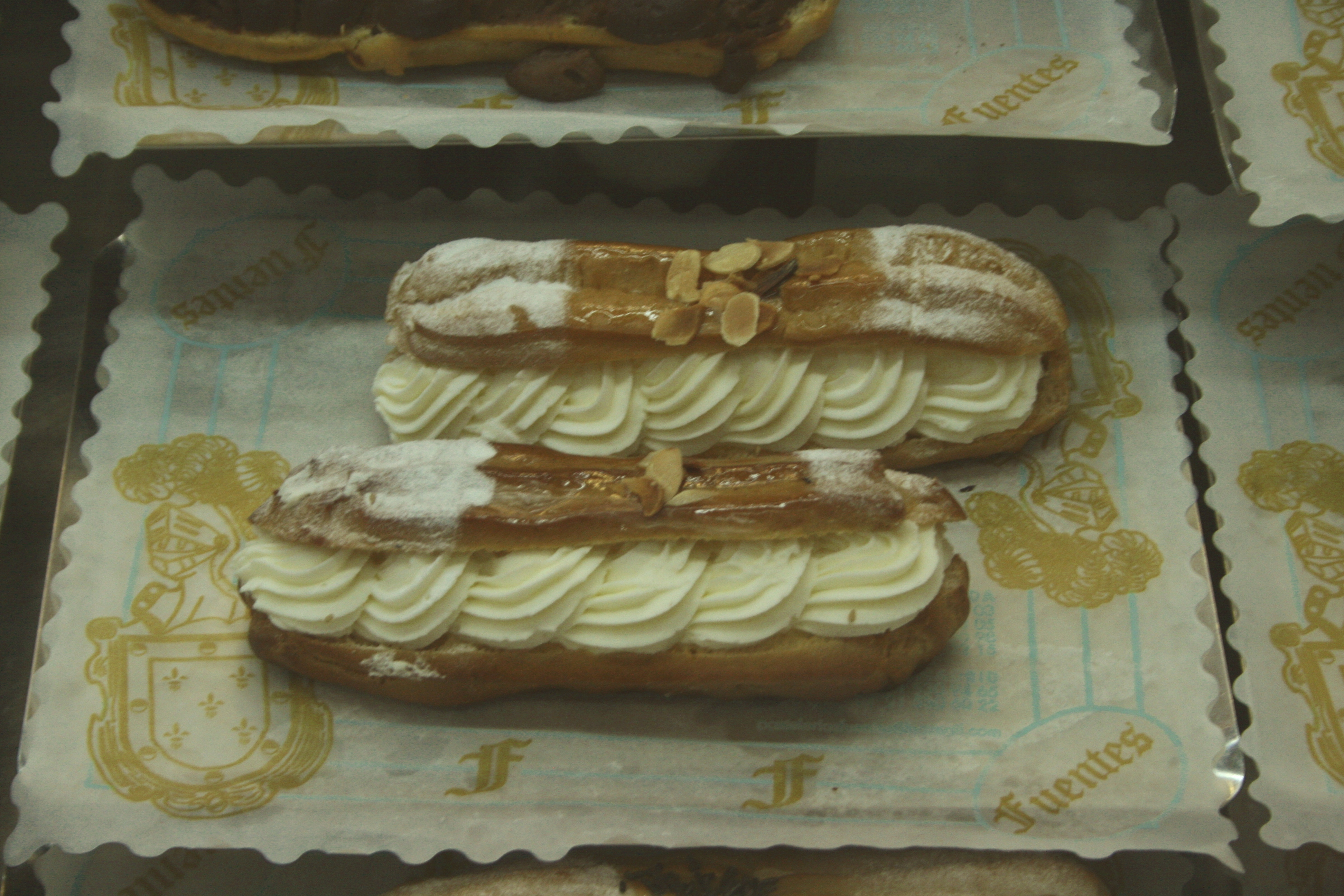
Cuita al forn

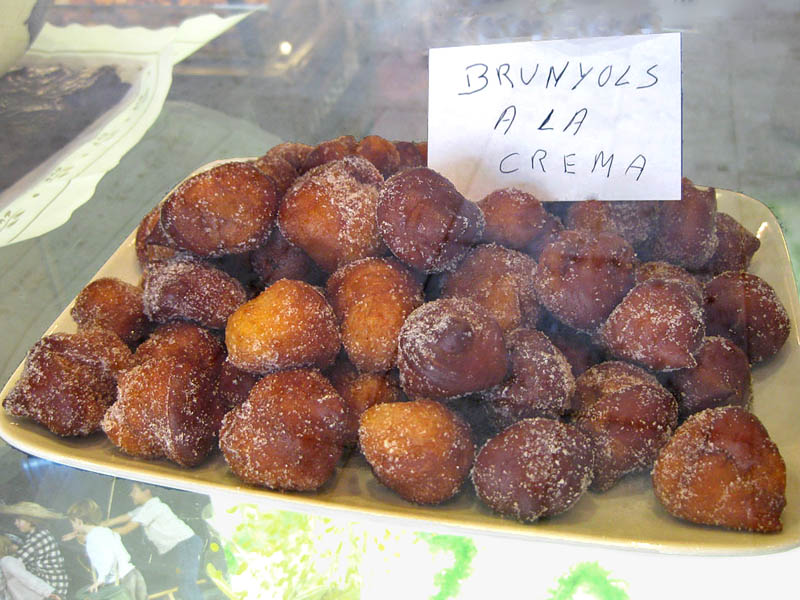
Fregida

La pasta de lioneses (en francès, pâte à choux ) o pasta de lioneses i bunyols és una preparació de massa típica d'algunes pastes de pastisseria que es pot coure fregida, i en aquest cas dona pastes fregides del tipus dels bunyols, o bé al forn, donant pastes del tipus lioneses. És molt habitual a la cuina europea: Portugal, Catalunya, Espanya, Itàlia, Suïssa, Àustria, etc. Se sol menjar freda i sovint farcida amb altres ingredients que poden ser dolços o salats.

## Característiques
La massa s'elabora amb farina refinada de blat i ous, llet, saïm o mantega, una mica de sal i opcionalment espècies aromatitzants com són: la vainilla, canyella, anís, pell de llimona ratllada, aiguanaf, etc. La massa es comença a elaborar amb la mantega fosa en la llet bullent, a la qual s'aboca de cop la farina batent fortament fins a tenir una pasta homogènia. Es van afegint els ous un a un fins que es tingui una pasta gairebé-líquida i de color una mica brillant. S'escalfa al forn a 180 °C i s'escalfen les formes de pasta durant un quart d'hora aproximadament. En treure-les del forn, un cop fredes se serveixen.

## Dolços elaborats amb massa de lioneses i bunyols
- Lioneses i profiterols
- Pals de pastisseria (éclair) de massa de lionesa al forn, farcits de nata, trufa o crema
- Tortell en forma de corona fet amb massa de lionesa al forn, farcit de nata, trufa o crema
- Bunyols de vent fets amb massa de lionesa fregida en oli d'oliva
- Windbeutel suís, fet amb massa de lionesa al forn
- Pastís de lioneses, lioneses (al forn) enganxades en un gran con amb caramel dur